# Taceno

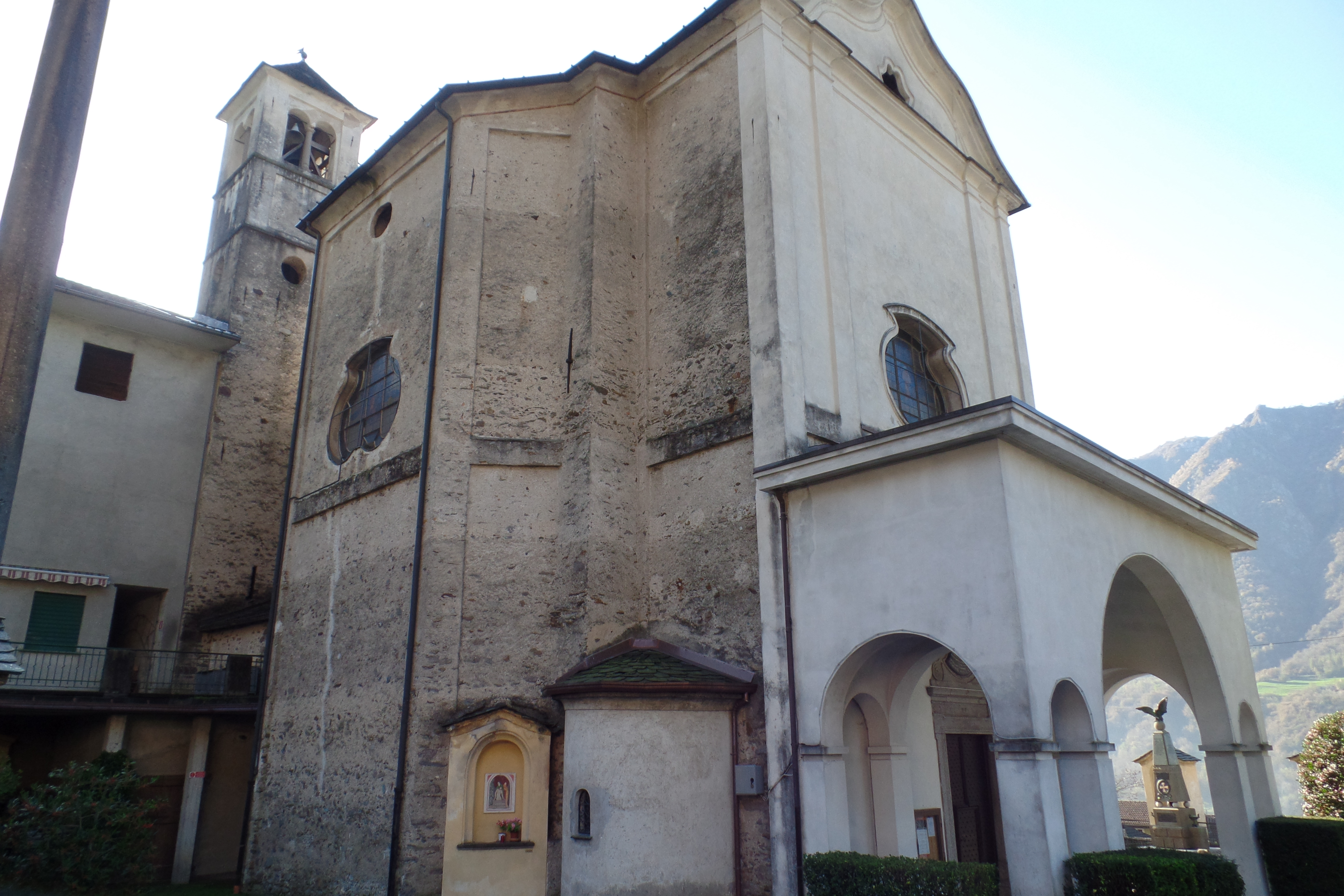
Pfarrkirche Santa Maria Assunta

Taceno ist eine Gemeinde in der Provinz Lecco in der italienischen Region Lombardei mit 594 Einwohnern (Stand 31. Dezember 2023).

## Geographie
Taceno liegt ca. 20 km nördlich der Provinzhauptstadt Lecco und 60 km nördlich der Millionen-Metropole Mailand. Im Jahr 1971 hatte die Gemeinde Taceno eine Fläche von 367 Hektar.
Die Nachbargemeinden sind Casargo, Cortenova, Crandola Valsassina, Esino Lario, Margno, Parlasco und Bellano.

## Geschichte
Die Gemeinde Taceno gehörte schon in der Antike zum Valsassina, als Teil der Chignolo-Gruppe. Im Laufe des Jahres 1415 wurden die Bürgermeister und Prokuratoren der einzelnen Ländereien des Valsassina, darunter auch Taceno, nach Mailand gerufen, um dem Herzog Filippo Maria Visconti die Treue zu schwören. Im Grundbuch des Herzogtums Mailand von 1558 und den nachfolgenden Aktualisierungen bis zum 17. Jahrhundert wird Tasseno (Taceno) unter den Ländereien von Valsassina aufgeführt. In einem Prospekt aus dem Jahr 1572 (Terre Ducato di Milano, 1572), in dem alle Ländereien des Herzogtums Mailand und andere, die für den Verkauf in Frage kommen aufgeführt sind, wird Tasseno unter den infrascritte comuni des Valsassina erwähnt. Aus den vom Provinzbürgermeister Michel’Angelo Manzone im 18. Jahrhundert gesammelten Gewohnheitsregeln über die Regierung des Valsassina und aus den Antworten auf die 45 Anfragen der königlichen Volkszählungskommission im Jahr 1751 geht hervor, dass Taceno in der Gruppe von Chignolo eine der Gemeinden (oder Gemeinschaften, aber auch einfach als Land oder Ort bezeichnet) war, die der allgemeinen Gemeinschaft des Valsassina unterstellt war.
Nach dem vorübergehenden Zusammenschluss der lombardischen Provinzen mit dem Königreich Sardinien wurde die Gemeinde Taceno mit 491 Einwohnern, die von einem 15-köpfigen Gemeinderat und einem 2-köpfigen Stadtrat verwaltet wird, auf der Grundlage der durch das Gesetz vom 23. Oktober 1859 festgelegten territorialen Aufteilung in den Bezirk II von Introbbio, Bezirk III von Lecco, Provinz Como eingegliedert. Bei der Gründung des Königreichs Italien im Jahr 1861 hatte die Gemeinde 486 Einwohner (Volkszählung 1861). Nach dem Gemeindegesetz von 1865 wurde die Gemeinde von einem Bürgermeister, einer Junta und einem Rat verwaltet. Im Jahr 1867 wurde die Gemeinde in denselben Bezirk, Kreis und dieselbe Provinz eingegliedert (Verwaltungsbezirk 1867). Im Jahr 1924 wurde die Gemeinde in den Bezirk Lecco der Provinz Como eingegliedert. Nach der Gemeindereform im Jahr 1926 wurde die Gemeinde von einem Podestà verwaltet. Nach der Gemeindereform von 1946 wurde die Gemeinde Taceno von einem Bürgermeister, einer Junta und einem Rat verwaltet.

## Bevölkerungsentwicklung
| Bevölkerungsentwicklung | Bevölkerungsentwicklung | Bevölkerungsentwicklung | Bevölkerungsentwicklung | Bevölkerungsentwicklung | Bevölkerungsentwicklung | Bevölkerungsentwicklung | Bevölkerungsentwicklung | Bevölkerungsentwicklung | Bevölkerungsentwicklung | Bevölkerungsentwicklung | Bevölkerungsentwicklung | Bevölkerungsentwicklung | Bevölkerungsentwicklung |
| ----------------------- | ----------------------- | ----------------------- | ----------------------- | ----------------------- | ----------------------- | ----------------------- | ----------------------- | ----------------------- | ----------------------- | ----------------------- | ----------------------- | ----------------------- | ----------------------- |
| Jahr                    | 1861                    | 1871                    | 1881                    | 1911                    | 1931                    | 1951                    | 1961                    | 1971                    | 1981                    | 1991                    | 2001                    | 2011                    | 2022                    |
| Einwohner               | 486                     | 492                     | 506                     | 442                     | 415                     | 393                     | 356                     | 401                     | 409                     | 395                     | 465                     | 541                     | 539                     |
| Quelle: ISTAT           |                         |                         |                         |                         |                         |                         |                         |                         |                         |                         |                         |                         |                         |

## Sehenswürdigkeiten
- Pfarrkirche Santa Maria Assunta, die im 13. Jahrhundert als Santa Maria in Taxeno bezeugte Kirche der Assunta ist seit 1406 Pfarrkirche und verdankt ihr Aussehen mehreren Umbauten zwischen dem 16. und 18. Jahrhundert, die vor allem von Auswanderern aus den venezianischen Gebieten finanziert wurden. Im Inneren befinden sich neben einigen Beichtstühlen aus dem 18. Jahrhundert ein Kruzifix von Giovanni Bellati (20. Jahrhundert) und in der Kuppel ein Fresko von Giovanni Maria Tagliaferri (1684). Der Glockenturm mit Loggia wurde in drei Jahren ab 1631 erbaut.
- Oratorium des Heiligen Sakraments im neoklassizistischen Stil befindet sich gegenüber der Pfarrkirche.
- Terme von Tartavalle.